# Stefan Bosse

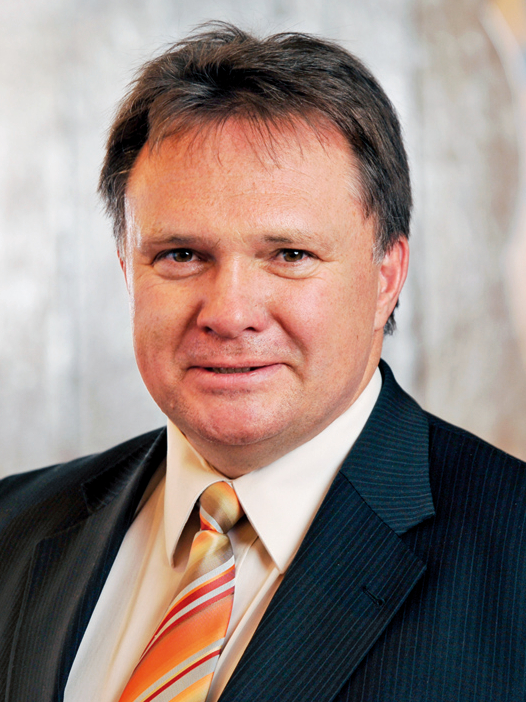
Stefan Bosse (2010)

Stefan Bosse (* 24. Dezember 1964 in Kaufbeuren) ist ein deutscher Politiker der CSU. Er ist seit 2004 Oberbürgermeister der Stadt Kaufbeuren.

## Leben und Politik
Nach dem Erwerb der Fachhochschulreife ging er in den Polizeidienst. Nach einem Studium an der Polizei-Führungsakademie (jetzt Deutsche Hochschule der Polizei) in Münster-Hiltrup arbeitete er im Bayerischen Innenministerium und war anschließend Dozent an der Fachhochschule für öffentliche Verwaltung und Rechtspflege – Fachbereich Polizei: Schule der Kommissare – in Fürstenfeldbruck. Seit dem 1. November 2004 ist er Oberbürgermeister der Stadt Kaufbeuren. Verbunden mit seinem Amt sind etliche Positionen als Vorsitzender oder stellvertretender Vorsitzender in regionalen Unternehmen und Verbänden. 
Über seine Aktion „24-Stunden-Tour“ im Juni 2017 wurde auch in überregionalen Medien berichtet. Hier war er über Nacht 24 Stunden am Stück in Kaufbeuren unterwegs und besuchte Vereine, Privatpersonen und Firmen, um ins Gespräch zu kommen und mögliche Probleme vor Ort zu klären. Über Social Media berichtete er direkt über seine Besuche. Die Aktion wurde auch im Jahr 2018 wieder durchgeführt. Bei der Kommunalwahl am 15. März 2020 wurde er im ersten Wahlgang mit 54,50 Prozent der Wählerstimmen im Amt bestätigt.

## Verbände und Vereine
- Vorstandsmitglied Stiftung Kunsthaus
- Stiftungsratsvorsitzender Stiftung Lebenshilfe Kaufbeuren-Ostallgäu im Wechsel mit der Landrätin des Ostallgäus
- Kuratoriumsmitglied Allgäuer Kinder- und Jugendhilfestiftung
- Stellv. Vorsitzender Allgäuer Hilfsfonds e. V.
- Verbandsrat Zweckverband für Rettungsdienst und Feuerwehralarmierung
- Verbandsrat Zweckverband für die Tierkörperbeseitigungsanstalt Kraftisried
- Vorsitzender des Regionalen Planungsverbandes Allgäu
- Vorstandsmitglied Tourismusverband Allgäu/Bayerisch Schwaben e. V.
- Bezirksvorsitzender Schwaben des Bayerischen Städtetags für die kreisfreien Städte

## Kommunalunternehmen
- Vorsitzender der Gesellschafterversammlung und Vorsitzender des Aufsichtsrates VWEW GmbH
- stellv. Verwaltungsratsvorsitzender Kommunalunternehmen Kliniken Ostallgäu-Kaufbeuren; ab 2022 Verwaltungsratsvorsitzender im Wechsel mit der Landrätin des Ostallgäus
- Vorsitzender Verwaltungsrat Kommunalunternehmen Eisstadion Kaufbeuren